# Eupelmus eneubulus
Eupelmus eneubulus is een vliesvleugelig insect uit de familie Eupelmidae. De wetenschappelijke naam is voor het eerst geldig gepubliceerd in 1838 door Walker.